# 2969 Mikula
2969 Mikula (1978 RU1) là một tiểu hành tinh vành đai chính được phát hiện ngày 5 tháng 9 năm 1978 bởi N. Chernykh ở Nauchnyj.